# Marina militar (godos)
La arquitectura naval de la marina militar de los visigodos ofreció notables diferencias con la romana, por ser mucho más rudimentaria. En España nunca hicieron la guerra por mar durante su reinado ya que llegaron a concebir que la Fortuna les era adversa en este elemento, porque que al embarcar Alarico y más tarde Walia, les sobrevino tan furiosa tempestad que les obligó a tomar tierra, según cuentan los Cronicones.
La citada superstición de los visigodos permaneció mucho tiempo hasta que Sisebuto, conociendo cuanto importaba a su nación el dominio del mar, procuró acostumbrar a sus tropas a este género de guerras como refiere San Isidoro.

## Península ibérica
Al invadir los bárbaros la península ibérica, ningún conocimiento técnico poseían de la construcción naval ni de la navegación, pues como tribus nómadas y guerreras nunca fueron comerciantes ni navegantes a excepción de los hérulos, pueblo corsario que con sus naves saqueó varias veces los pueblos costeros de la península ibérica, acabando en sus primeras correrías con industrias navales y tradiciones de los cántabros, en el año 456.

### Walia
Los visigodo de España ocupados solo de conquistar trataron dirigidos por Walia de arrojar a los vándalos de la Península peleando como auxiliares de Roma y apoderarse del África, aún sujeta a ella.
Con este objeto embarcaron en flota numerosa, pero antes de desembarcar en la Mauritania fue sorprendida y deshecha la armada expedicionaria en el estrecho de Gibraltar por un temporal que ocasionó numerosas pérdidas de buques y gente, obligándoles a desistir de la empresa en el año 417.

### Sisebuto
Sisebuto parece ser haber sido el primer monarca godo que se ocupó de organizar una marina militar construyendo buques, armando flotas y obligando a sus súbditos a aprender el arte de la navegación y de la construcción naval:
- Expulsó a los griegos de las pocas plazas que le quedaban en la Bética
- Se hizo respetar por los emperadores de Oriente

### Wamba
Wamba, en el 672, en sus campañas de la Galia Gótica, ordenó que una flota se trasladara a los puertos de la Septimania para proteger a su ejército y con ello bloqueó Narbona, de la que se apoderó, y posteriormente envió otra flota para batir los buques sarracenos que surcaban el Mediterráneo robando en las poblaciones indefensas de la Bética.

## Características
- Difícil es formarse una idea exacta de la organización de la marina militar de los Godos por lo obscuro de los datos encontrados en los códices y crónicas
- Su arquitectura naval más tosca que la romana, si bien es de creer que poco a poco se iría reformando por el contacto con la marina de los Francos, griega-bizantina y con la árabe, donde no se podía haber perdido las antiguas tradiciones de las colonias, como tampoco sus conocimientos náuticos e industrias que debieron asimilar y aprovechar los Godos
- No obstante su ciencia marítima fue inferior a la romana en todos sus ramos y a las contemporáneas (cerca de un siglo tardaron en expulsar a los griegos-bizantinos que monopolizaban el comercio y la invasión árabe de la península ibérica se verificó sin la menor resistencia naval)

## Conclusión
Marca la dominación goda en la península ibérica, el tránsito de la Edad Antigua a la Edad Media, con notable decadencia de su poder naval que contribuyó a la ruina de la monarquía goda hispana.